# Pic à dos blanc
Dendrocopos leucotos
Espèce
Statut de conservation UICN

 LC  : Préoccupation mineure
Répartition géographique
Le Pic à dos blanc (Dendrocopos leucotos) est une espèce d'oiseaux de la famille des Picidae.

## Description
Le Pic à dos blanc mesure entre 25 et 28 cm de long, a une envergure de 38 à 40 cm, le tout pour un poids compris entre 100 et 115 g. 
Son bec est gris, long et droit et les yeux sont noirs. Les joues sont blanches et, au-dessous de celles-ci, une longue moustache noire s'étend jusqu'à l'arrière de la joue, où elle s'élargit jusqu'au haut de la poitrine. La poitrine est blanc crème avec de fines stries noires, et le bas du ventre est légèrement roux. Les ailes sont noires barrées de blanc. La femelle a une calotte noire, tandis que le mâle a une calotte rouge, c'est le seul dimorphisme sexuel de l'espèce.

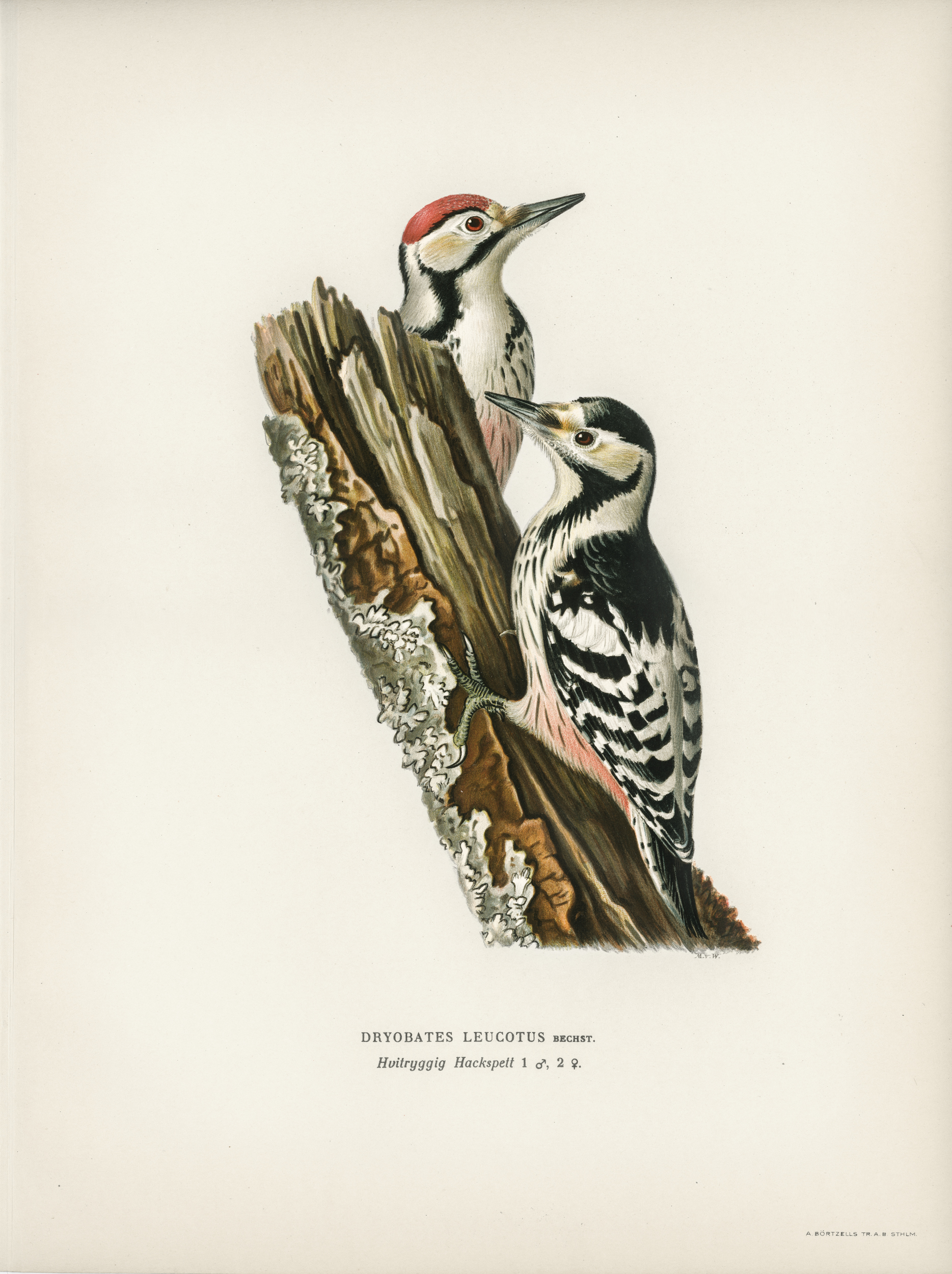
Un mâle au-dessus d'une femelle sur une branche. Illustration de Magnus, Wilhelm et Ferdinand von Wright.

Hormis sa plus grande taille et la présence de blanc au dos, il se différencie du Pic mar par de plus grandes moustaches et de plus petites taches sur les ailes.

## Étymologie
Le nom scientifique de l'espèce, Dendrocropos leucotos, est composé du grec Dendrocropos, lui-même composé de « dendros », l'arbre et de « kopos », coup, et du terme leucotos, venant du grec « leukotes » ou « leuketos » signifiant « de couleur blanche ». 
Le nom vernaculaire, Pic à dos blanc, fait simplement référence à la teinte blanche du dos de cet oiseau. 

## Répartition
Cet oiseau est présent à travers l'Eurasie, du Japon aux Pyrénées. Il est cependant assez rare en France. En effet, on estime sa population entre 210 et 300 couples nicheurs en France, exclusivement dans les Pyrénées.

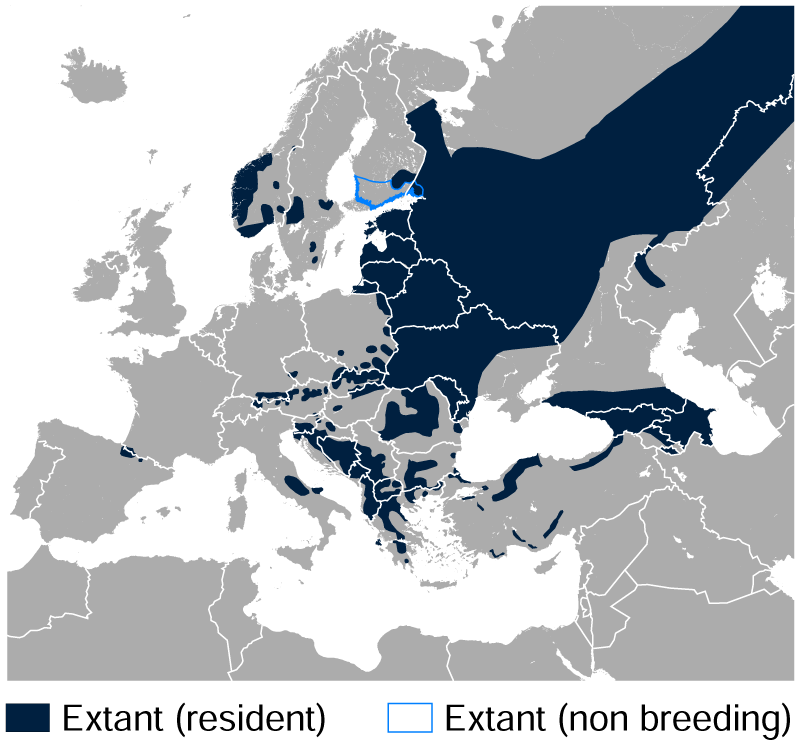
Répartition du Pic à dos blanc en Europe.

## Cri
Le Pic à dos blanc caquette à coup de « bchuk, bchu-bchuk » irréguliers, tambourinés avec agitation. Le début est plus explosif et lent que la fin, qui est plus vague et rapide. La femelle tambourine généralement un peu plus lentement, pouvant rappeler le cri du Pic tridactyle. Son cri est légèrement plus grave que celui du Pic épeiche,.

## Mode de vie

### Habitat
Le Pic à dos blanc affectionne les forêts mixtes humides, près des points d'eau. On peut le retrouver aussi dans les massifs montagneux non exploités. Son territoire est vaste, surtout en hiver.

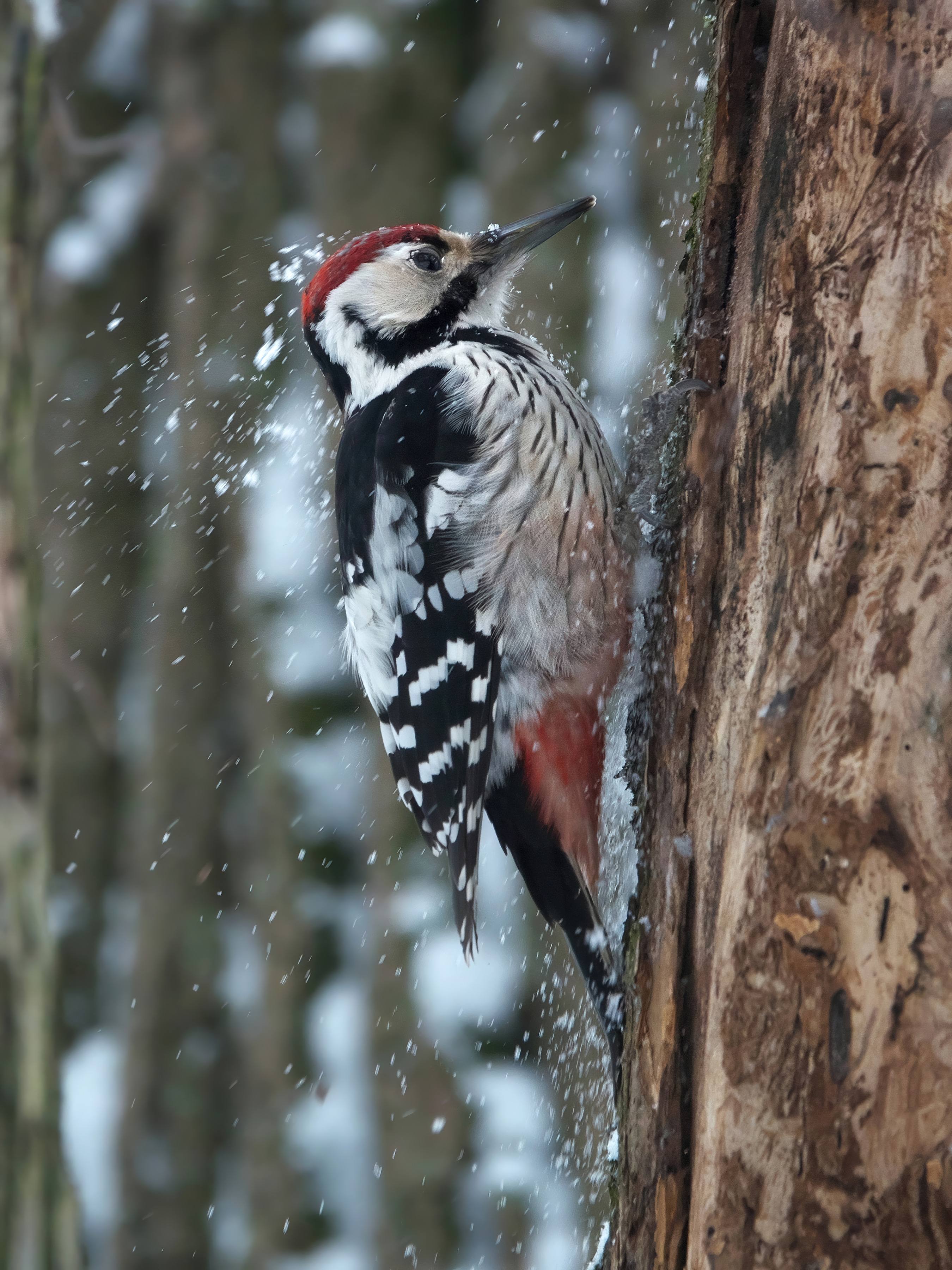
Un pic à dos blanc mâle donnant des coups de bec dans un tronc d'arbre.

### Alimentation
Le Pic a dos blanc se nourrit essentiellement d'insectes et de larves. Il peut néanmoins aussi se nourrir d'araignées, de noisettes et de baies.

### Reproduction

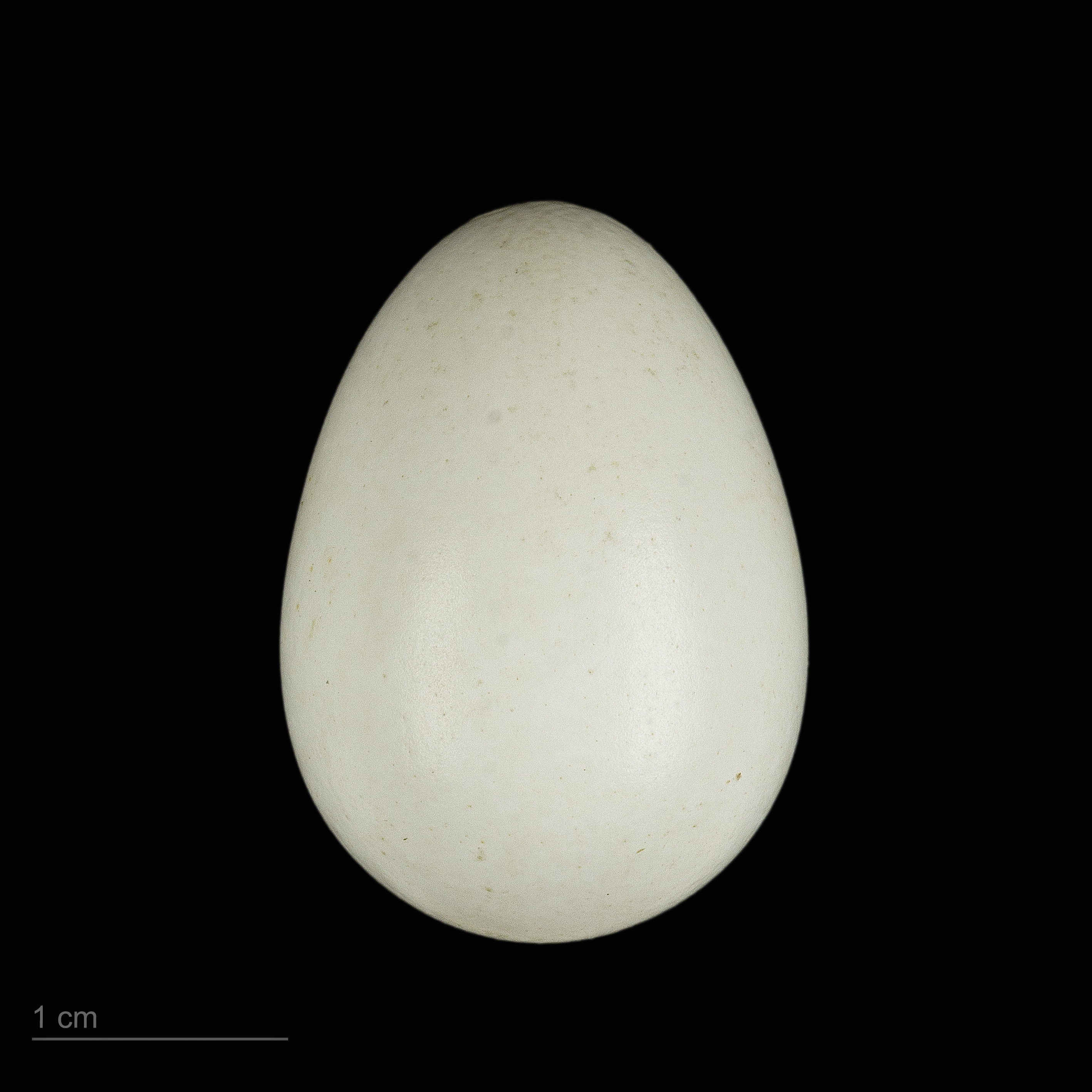
Œuf de Dendrocopos leucotos leucotos - Muséum de Toulouse.

L'accouplement se déroule de début mars à début mai. Il n'y a qu'une seule ponte par an, lors de laquelle trois à cinq œufs sont pondus dans une cavité creusée généralement dans un hêtre sain, plus rarement dans un sapin, où aucun matériau n'est déposé. Le mâle et la femelle se relayent pendant la couvaison qui dure 11 à 12 jours. Une fois éclos, les petits restent 26 à 29 jours dans le creux avant de prendre leur premier envol. Un à deux jeunes par couvée atteignent l'âge de voler.

## Menaces
Le statut de conservation UICN du Pic à dos blanc n'a pas été évalué. Il semblerait qu'il ne soit pas directement menacé au niveau européen. Cependant, la sous-espèce lilfordi, présente notamment dans les Pyrénées, mais aussi en Turquie, dans le Caucase et au Sud-Est de l'Europe pourrait être jugée vulnérable car ses populations sont fragmentées et peu nombreuses.

## Protection
Le Pic à dos blanc bénéficie d'une protection totale sur le territoire français depuis l'arrêté ministériel du 17 avril 1981 relatif aux oiseaux protégés sur l'ensemble du territoire. Il est inscrit à l'annexe I de la directive Oiseaux de l'Union européenne. Il est donc interdit de le détruire, le mutiler, le capturer ou l'enlever, de le perturber intentionnellement ou de le naturaliser, ainsi que de détruire ou enlever les œufs et les nids, et de détruire, altérer ou dégrader son milieu. Qu'il soit vivant ou mort, il est aussi interdit de le transporter, colporter, de l'utiliser, de le détenir, de le vendre ou de l'acheter.

## Liste des sous-espèces
D'après la classification de référence (version 5.2, 2015) du Congrès ornithologique international, cette espèce est constituée des 12 sous-espèces suivantes (ordre phylogénique) :
- Dendrocopos leucotos insularis (Gould, 1863)

Les sous-espèces lilfordi et owstoni (Pic d'Owston) sont parfois considérées comme espèces distinctes.